# كيفن وايت (لاعب كرة قدم أمريكية)
كيفن وايت (بالإنجليزية: Kevin White)‏ هو لاعب كرة قدم أمريكية أمريكي، ولد في 25 يونيو 1992 في بلينفيلد في الولايات المتحدة.

## وصلات خارجية
- كيفن وايت على موقع مرجع كرة القدم المحترفة.كوم (الإنجليزية)
- كيفن وايت على موقع كلية كرة القدم في سبورتس رفرنس.كوم (الإنجليزية)